# Wilque
Wilque, también conocido como Guilque, es una cascada, o chorrera, ubicada al sur occidente del municipio de La Florida, Colombia.

## Descripción
Su nombre proviene del vocablo quechua que significa "espíritu del agua". Esta cascada se encuentra en el municipio de La Florida en el departamento de Nariño el río Chacaguaico se precipita entre las montañas dando origen a la cascada, con un salto de 30 metros aproximadamente. Se encuentra rodeada de la flora endémica de la región.

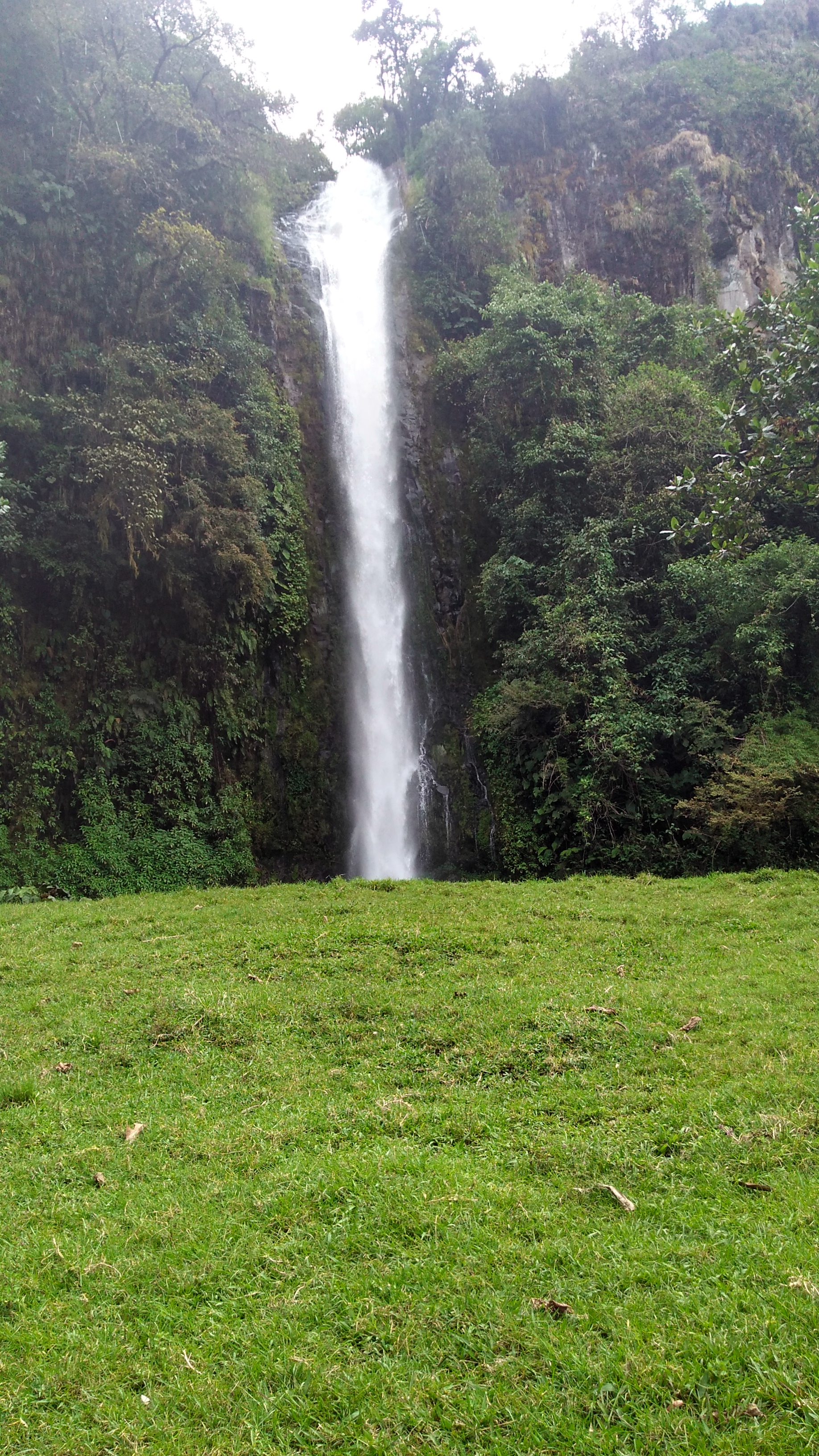
Cascada El Wilke